# Frank Rieg
Frank Rieg (* 14. Juni 1955 in Darmstadt) war bis April 2021 Lehrstuhlleiter und Universitätsprofessor für Konstruktionslehre an der Universität Bayreuth.

## Leben
Frank Rieg studierte Maschinenbau an der Technischen Universität Darmstadt. Nach einer Tätigkeit als Konstrukteur bei der Carl Schenck AG in Darmstadt kehrte er an die TU Darmstadt an das Fachgebiet Maschinenelemente und Konstruktionslehre zurück und fertigte seine Doktorarbeit mit dem Titel Kostenwachstumsgesetze für Baureihen bei Gerhard Pahl an. Anschließend folgten verschiedene leitende Tätigkeiten in der Industrie bei den Firmen Ringspann und KTR, bis er im November 1998 auf die neu eingerichtete Professur Konstruktionslehre und CAD an der Universität Bayreuth berufen wurde.

## Forschungsschwerpunkte
Im Rahmen der Forschung beschäftigt er sich mit der computergestützten Auslegung von Maschinenelementen. Hierfür programmierte er 1986  ein eigenes Programm namens Z88. Z88 ist ein freies Softwarepaket für die Finite-Elemente-Methode (FEM) in der Struktur- und Kontinuumsmechanik. Inzwischen existieren zwei unterschiedliche kostenlose Versionen der Software als Download, welche in der Forschung und Lehre sowie in der industriellen Anwendung verwendet werden.

## Preise und Auszeichnungen
- 2004: Preis für gute Lehre an den staatlichen Universitäten in Bayern, verliehen vom bayerischen Staatsministerium für Wissenschaft, Forschung und Kunst.

## Bücher (Auswahl)
- F. Rieg, R. Hackenschmidt, B. Alber-Laukant: Finite Elemente Analyse für Ingenieure: Eine leicht verständliche Einführung. Carl Hanser Verlag, München/Wien 2012, ISBN 978-3-446-42776-1.
- K.-H. Decker: Decker-Maschinenelemente – Funktion, Gestaltung und Berechnung: Lehrbuch, Tabellen und Diagramme. 18. Auflage. Carl Hanser Verlag, München/Wien 2011, ISBN 978-3-446-42608-5. (überarbeitet von F. Rieg, G. Engelken, F. Weidermann, R. Hackenschmidt)
- K.-H. Decker: Decker-Maschinenelemente – Funktion, Gestaltung und Berechnung: Formeln. 5. Auflage. Carl Hanser Verlag, München/Wien 2011, ISBN 978-3-446-42620-7. (überarbeitet von F. Rieg, G. Engelken, F. Weidermann, R. Hackenschmidt)
- K.-H. Decker: Decker-Maschinenelemente – Funktion, Gestaltung und Berechnung, Aufgaben. 14. Auflage. Carl Hanser Verlag, München/Wien 2011, ISBN 978-3-446-42607-8. (überarbeitet von F. Rieg, G. Engelken, F. Weidermann, R. Hackenschmidt)
- F. Rieg, R. Steinhilper: Handbuch Konstruktion. Carl Hanser Verlag,  München/Wien 2012, ISBN 978-3-446-43000-6.
- F. Rieg, M. Kaczmarek: Taschenbuch der Maschinenelemente. Fachbuchverlag Leipzig 2006, ISBN 3-446-40167-9.
- F. Rieg: Grafikprogrammierung für Windows. Fachbuchverlag Leipzig 2005, ISBN 3-446-40009-5.